# Дудка, Мария Митрофановна
Мария Митрофановна Дудка (укр. Марія Митрофанівна Дудка; 5 марта 1924 год, Чутово, Полтавская губерния — 1968 год, Степное, Полтавский район, Полтавская область, Украинская ССР) — колхозница, звеньевая совхоза имени Красной Армии Министерства совхозов СССР, Полтавский район Полтавской области, Украинская ССР. Герой Социалистического Труда (1948).

## Биография
Родилась 5 марта 1924 года в крестьянской семье в селе Чутово Полтавской губернии. В 1945 году начала свою трудовую деятельность. Работала разнорабочей в совхозе имени Красной Армии Полтавского района. Была назначена звеньевой полеводческого звена.
В 1947 году звено под руководством Марии Дудки собрало в среднем по 31,5 центнера пшеницы с каждого гектара на участке площадью 11,86 гектаров. В 1948 году удостоена
звания Героя Социалистического Труда «за получение высоких урожаев пшеницы и ржи при выполнении совхозом плана сдачи государству сельскохозяйственных продуктов в 1947 году и обеспеченности семенами зерновых культур для весеннего сева 1948 года».
Проживала в селе Степное Полтавского района, где скончалась 4 мая 1968 года.

## Награды
- Герой Социалистического Труда — указом Президиума Верховного Совета СССР от 13 марта 1948 года
- Орден Ленина